# Liste der denkmalgeschützten Objekte in Schönkirchen-Reyersdorf
Die Liste der denkmalgeschützten Objekte in Schönkirchen-Reyersdorf enthält die 11 denkmalgeschützten, unbeweglichen Objekte der Gemeinde Schönkirchen-Reyersdorf.

## Denkmäler
| Foto |                 | Denkmal                                                                         | Standort                                            | Beschreibung | Metadaten |
| ---- | --------------- | ------------------------------------------------------------------------------- | --------------------------------------------------- | --- | --- |
| ja   | Datei hochladen | Kath. Filialkirche hl. Leonhard HERIS-ID: 10288 Objekt-ID: 6341                 | bei Am Bergl 1 Standort KG: Reyersdorf              | Kleine gotische Chorquadratkirche in der Ortsmitte, im 17. Jahrhundert barockisiert.                                                   | BDA-Hist.: Q38063058 Status: § 2a Stand der BDA-Liste: 2025-06-30 Name: Kath. Filialkirche hl. Leonhard GstNr.: 1 Filialkirche (Reyersdorf)                 |
| ja   | Datei hochladen | Figurenbildstock hl. Florian HERIS-ID: 10675 Objekt-ID: 6736                    | gegenüber Hauptstraße 46 Standort KG: Reyersdorf    | Spätbarocke Figur aus der zweiten Hälfte des 18. Jahrhunderts.                                                                         | BDA-Hist.: Q38076220 Status: § 2a Stand der BDA-Liste: 2025-06-30 Name: Figurenbildstock hl. Florian GstNr.: 344 Hl. Florian (Reyersdorf)                   |
| ja   | Datei hochladen | Figurenbildstock hl. Johannes Nepomuk HERIS-ID: 10677 Objekt-ID: 6738           | gegenüber Matznerstraße 12 Standort KG: Reyersdorf  | Figur auf einer Säule am Weidenbach | BDA-Hist.: Q38076244 Status: § 2a Stand der BDA-Liste: 2025-06-30 Name: Figurenbildstock hl. Johannes Nepomuk GstNr.: 425 Hl. Nepomuk (Reyersdorf)          |
| ja   | Datei hochladen | Schwedenkreuz HERIS-ID: 10287 Objekt-ID: 6340                                   | gegenüber Schulstraße 5 Standort KG: Schönkirchen   | Grabmal eines schwedischen Soldaten von 1645                                                                                           | BDA-Hist.: Q38063025 Status: § 2a Stand der BDA-Liste: 2025-06-30 Name: Schwedenkreuz GstNr.: 1 Schwedenkreuz (Reyersdorf)                                  |
| ja   | Datei hochladen | Awarisches Gräberfeld Schönkirchen HERIS-ID: 112241 Objekt-ID: 130314           | Breitenbau Standort KG: Schönkirchen                | Archäologische Ausgrabungsstätte | BDA-Hist.: Q37829886 Status: Bescheid Stand der BDA-Liste: 2025-06-30 Name: Awarisches Gräberfeld Schönkirchen GstNr.: 518/7, 518/8, 518/9                  |
| ja   | Datei hochladen | Schloss Schönkirchen HERIS-ID: 10284 Objekt-ID: 6337                            | Gänserndorferstraße 2 Standort KG: Schönkirchen     | Die urkundlich 1175 erstmals erwähnte Feste wurde zuletzt 1822 in einen barocken Dreiflügelbau mit klassizistischer Fassade umgebaut.  | BDA-Hist.: Q38062910 Status: Bescheid Stand der BDA-Liste: 2025-06-30 Name: Schloss Schönkirchen GstNr.: 222 Schloss Schönkirchen                           |
| ja   | Datei hochladen | Schüttkasten des Schlosses Schönkirchen HERIS-ID: 10285 Objekt-ID: 6338         | bei Gänserndorferstraße 2 Standort KG: Schönkirchen | Zweigeschoßiger Schüttkasten aus der ersten Hälfte des 18. Jahrhunderts.                                                               | BDA-Hist.: Q38062929 Status: Bescheid Stand der BDA-Liste: 2025-06-30 Name: Schüttkasten des Schlosses Schönkirchen GstNr.: 224 Schüttkasten (Schönkirchen) |
| ja   | Datei hochladen | Dreifaltigkeitssäule HERIS-ID: 10286 Objekt-ID: 6339                            | gegenüber Kirchenplatz 2 Standort KG: Schönkirchen  | Figurengruppe aus dem ersten Viertel des 18. Jahrhunderts mit Puttenkapitell auf toskanischer Säule.                                   | BDA-Hist.: Q38062978 Status: § 2a Stand der BDA-Liste: 2025-06-30 Name: Dreifaltigkeitssäule GstNr.: 760/1 Dreifaltigkeitssäule (Schönkirchen)              |
| ja   | Datei hochladen | Kath. Pfarrkirche hl. Markus mit Abgusskruzifix HERIS-ID: 10283 Objekt-ID: 6336 | bei Schulstraße 4 Standort KG: Schönkirchen         | Im Kern mittelalterlicher Barockbau, 1695–1698 vollendet                                                                               | BDA-Hist.: Q38062877 Status: § 2a Stand der BDA-Liste: 2025-06-30 Name: Kath. Pfarrkirche hl. Markus mit Abgusskruzifix GstNr.: 1 Pfarrkirche Schönkirchen  |
| ja   | Datei hochladen | Grabkreuz HERIS-ID: 10672 Objekt-ID: 6733                                       | bei Schulstraße 4 Standort KG: Schönkirchen         | Barockes Grabkreuz aus Stein aus dem 2. Viertel des 18. Jahrhunderts. Von den drei nebeneinander montierten Kreuzen ist es das rechte. | BDA-Hist.: Q38076127 Status: § 2a Stand der BDA-Liste: 2025-06-30 Name: Grabkreuz GstNr.: 1                                                                 |
| ja   | Datei hochladen | Grabkreuz HERIS-ID: 10673 Objekt-ID: 6734                                       | bei Schulstraße 4 Standort KG: Schönkirchen         | Barockes Grabkreuz aus Stein bezeichnet mit 1728. Von den drei nebeneinander montierten Kreuzen ist es das linke.                      | BDA-Hist.: Q38076165 Status: § 2a Stand der BDA-Liste: 2025-06-30 Name: Grabkreuz GstNr.: 1                                                                 |

## Ehemalige Denkmäler
| Foto |                 | Denkmal                             | Standort                  | Beschreibung | Metadaten                                                                                      |
| ---- | --------------- | ----------------------------------- | ------------------------- | --- | ---------------------------------------------------------------------------------------------- |
| ja   | Datei hochladen | Freiplastik Objekt-ID: 6735bis 2011 | Standort KG: Schönkirchen | Das ursprünglich an der südlichen Chorwand der Pfarrkirche befindliche Kruzifix aus dem 15. Jahrhundert wurde als Leihgabe der Pfarre Schönkirchen in die Barbarakapelle des Wiener Stephansdoms verbracht. | BDA-Hist.: Q106679783 Status: § 2a Stand der BDA-Liste: 2011-05-30 Name: Freiplastik GstNr.: 5 |